# São Cristóvão de Nogueira
São Cristóvão de Nogueira es una freguesia portuguesa situada en el municipio de Cinfães. Según el censo de 2021, tiene una población de 1638 habitantes.